# راؤول مورو
راؤول مورو (بالإسبانية: Raúl Moro) هو لاعب كرة قدم إسباني، ولد في 5 ديسمبر 2002 في أبريرا في إسبانيا. لعب مع نادي لاتسيو.

## وصلات خارجية
- راؤول مورو على موقع قاعدة بيانات كرة القدم.إي يو (الإنجليزية)
- راؤول مورو على موقع Soccerway.com (الإنجليزية)